# Leonardus Nervius
Leonardus Nervius   (1585 - 1652) fou un compositor i religiós caputxí belga del segle xvii.
Va compondre: Missae 4.5.6 et 7 vocum (Anvers, 1610); Cantiones sacrae et Litaniae D..M. Virg, 18 vocum (Anvers, 1623), Missae sacrae octonis vocibus quibus adjecta sunt alíquota Motteta, cum Litaniis B. Maria Virginis, cum basso continuo ad organum (Anvers, 1624), Fasciculus cantionum sacrarum quatuor, quinqué et sex vocum, additis LItaniis Lauretanis quatuor et sex vocum, cum basso ad organum (Anvers, 1628), i Trias harmonica sacrarum cantionum, cum basso ad organum (Anvers, 1631).